# Yunnanilus chuanheensis
Yunnanilus chuanheensis — вид коропоподібних риб родини Nemacheilidae. Описаний у 2021 році.

## Поширення
Ендемік Китаю. Поширений у річці Лісяньцзян у провінції Юньнань.